# Ulrich Thielemann
Ulrich Thielemann (* 15. Februar 1961 in Remscheid) ist ein deutscher Wirtschaftsethiker.

## Leben
Thielemann studierte von 1982 bis 1988 Wirtschaftswissenschaften an der Bergischen Universität Wuppertal und schloss als Diplom-Ökonom ab. Anschließend promovierte er an der Universität St. Gallen (HSG) bei Peter Ulrich und wurde Wissenschaftlicher Mitarbeiter am Institut für Wirtschaftsethik. Von 1992 bis 1996 arbeitete er an seiner Dissertation „Das Prinzip Markt“. 1996 folgte die Promotion zum Dr. oec. (HSG). Es folgte ein Auslandsaufenthalt am Department of Economics der American University in Washington D.C. sowie am Department of Economics der University of East London. Von 2001 bis 2010 war Thielemann Vizedirektor des Instituts für Wirtschaftsethik der Universität St. Gallen. 
Im Juli 2010 verließ er die Universität St. Gallen und gründete in Berlin den Think Tank MeM – Denkfabrik für Wirtschaftsethik. In St. Gallen habilitierte er sich 2011 noch mit der Arbeit Wettbewerb als Gerechtigkeitskonzept.

## Positionen
Thielemann sieht sich als kapitalismuskritisch, vertritt einen integrativen wirtschaftsethischen Ansatz und ist der Auffassung, dass „ein zum Prinzip erhobener Markt auf eine ‚Ethik‘ des Rechts des Stärkeren hinausläuft.“
Einer breiteren Öffentlichkeit wurde Thielemann 2009 bekannt, als er vor dem Finanzausschuss des deutschen Bundestags sagte, es gebe in der Schweiz kein Unrechtsbewusstsein bezüglich der steuerlichen Behandlung von Steuerausländern. In der Folge wurde er in Medien und Politik, aber auch von seiner Arbeitgeberin stark kritisiert. Als das Präsidium des Instituts für Wirtschaftsethik neu zu besetzen war, kam Thielemann als Vizedirektor nicht in die engere Auswahl.

## Schriften (Auswahl)
- Peter Ulrich, Ulrich Thielemann: Ethik und Erfolg. Unternehmensethische Denkmuster von Führungskräften – eine empirische Studie (= St. Galler Beiträge zur Wirtschaftsethik. Bd. 6). Haupt, Bern/Stuttgart 1992, ISBN 3-258-04538-0.
- Das Prinzip Markt. Kritik der ökonomischen Tauschlogik. Haupt, Bern/Stuttgart/Wien 1996, ISBN 3-258-05339-1 (Dissertation).
- Ulrich Thielemann, Peter Ulrich: Brennpunkt Bankenethik. Der Finanzplatz Schweiz in wirtschaftsethischer Perspektive (= St. Galler Beiträge zur Wirtschaftsethik. Bd. 33). Haupt, Bern/Stuttgart/Wien 2003, ISBN 3-258-06599-3.
- Ulrich Thielemann, Peter Ulrich: Standards guter Unternehmensführung. Zwölf internationale Initiativen und ihr normativer Orientierungsgehalt (= St. Galler Beiträge zur Wirtschaftsethik. Bd. 43). Haupt, Bern/Stuttgart/Wien 2009, ISBN 978-3-258-07460-3.
- System Error. Warum der freie Markt zur Unfreiheit führt. Westend, Frankfurt am Main 2009, ISBN 978-3-938060-41-4.
- Wettbewerb als Gerechtigkeitskonzept. Kritik des Neoliberalismus. Metropolis, Marburg 2010, ISBN 978-3-89518-833-6 (Habilitationsschrift; Rezension von Christoph Fleischmann, Forum Buch im SWR 2, 13. Februar 2011).